# Mallapur, Badami
Mallapur là một làng thuộc tehsil Badami, huyện Bagalkot, bang Karnataka, Ấn Độ.